# (37449) 4235 P-L
4235 P-L (asteroide 37449) é um asteroide da cintura principal. Possui uma excentricidade de 0.13722820 e uma inclinação de 4.31988º.
Este asteroide foi descoberto no dia 24 de setembro de 1960 por Cornelis Johannes van Houten e Ingrid van Houten-Groeneveld e Tom Gehrels em Palomar.